# پارک ملی فرولهوگنا
پارک ملی فرولهوگنا (به لاتین: Forollhogna National Park) یک پارک ملی در نروژ است که در تینست واقع شده‌است.

## جغرافیا

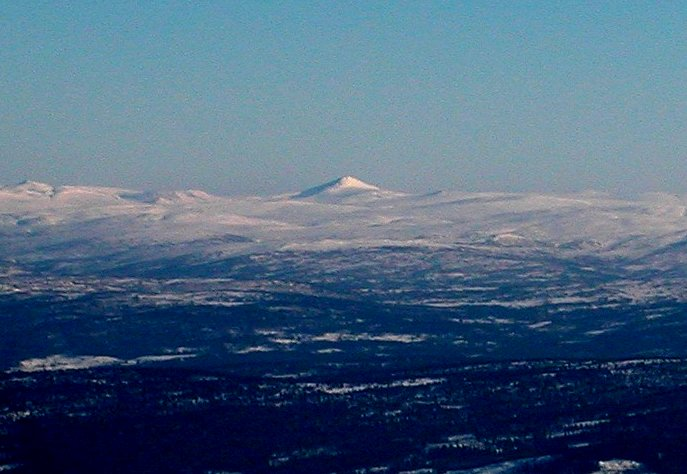
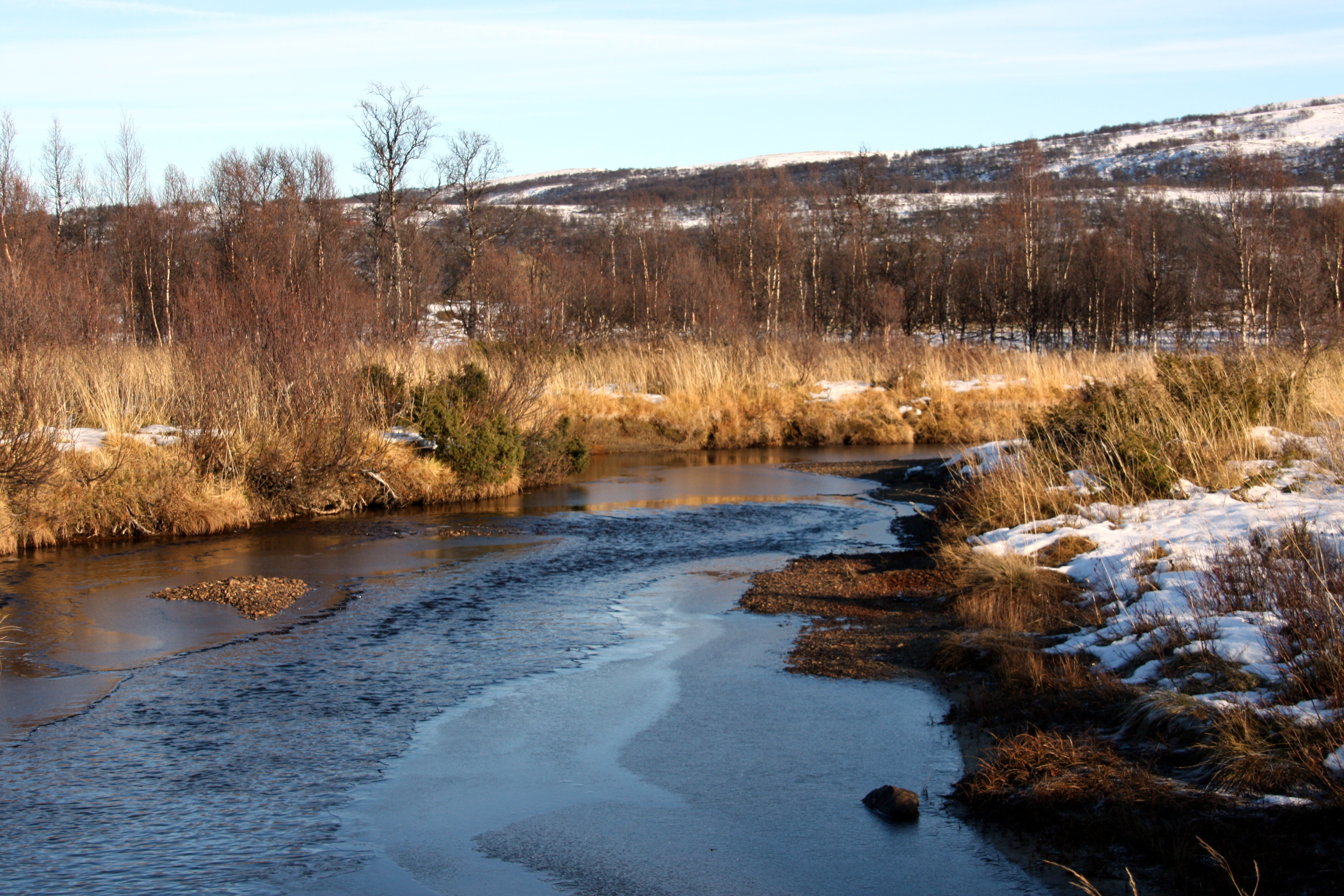
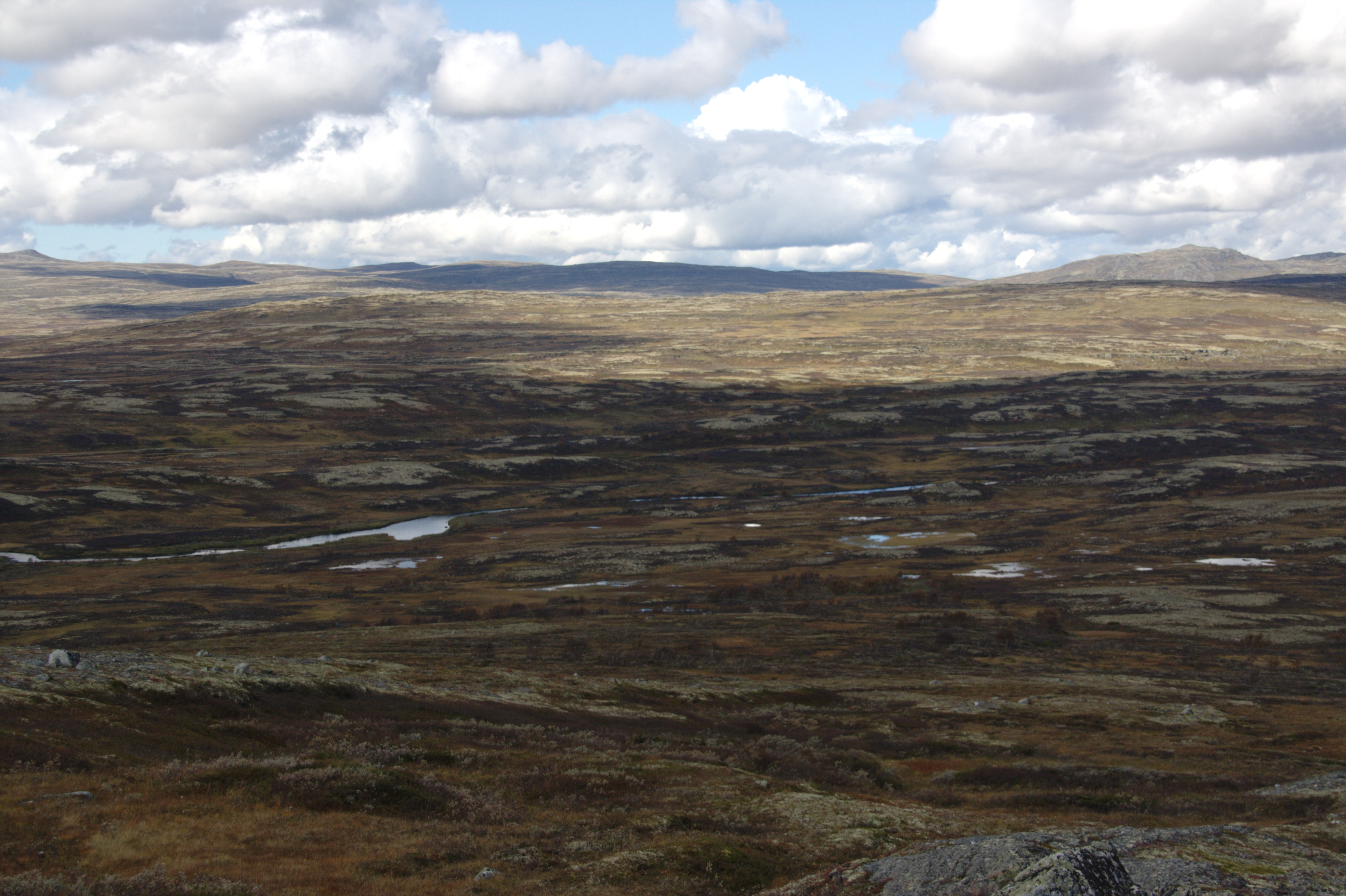